# Erich Fried

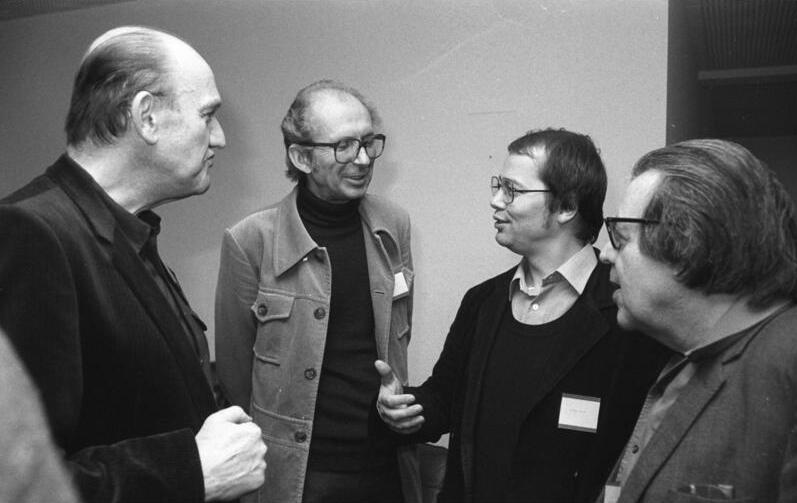
Erich Fried (r.) im Gespräch mit (v.l.) Franz Fühmann, Alfred Wellm und Volker Braun während der „Berliner Begegnung zur Friedensförderung“ vom 13. bis. 14. Dezember 1981.

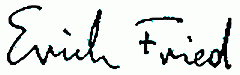
Unterschrift von Erich Fried

Erich Fried (* 6. Mai 1921 in Wien; † 22. November 1988 in Baden-Baden, Deutschland) war ein österreichischer Lyriker, Übersetzer und Essayist, der ab 1938 in London im Exil lebte.
Fried ist ein Hauptvertreter der politischen Lyrik deutscher Sprache im Nachkriegsdeutschland. Er übersetzte Werke von T. S. Eliot, Dylan Thomas, Graham Greene, Sylvia Plath, John Synge und anderen und übertrug nach Ludwig Tieck wieder William Shakespeare in lebendiger Sprache ins Deutsche. Er schrieb auch einen Roman und Kurzprosa. Mit Elias Canetti, Franz Baermann-Steiner, H. G. Adler, Grete Fischer, Gabriele Tergit und Wilhelm Unger zählte er zum Kreis deutschsprachiger Exilautoren in London und war mit der Übersetzerin Carla Wartenberg befreundet.
Er beteiligte sich am politischen Diskurs seiner Zeit, hielt Vorträge, nahm an Demonstrationen teil und war mit Rudi Dutschke und Gretchen Dutschke-Klotz befreundet, die wie Hans Magnus Enzensberger, Fritz Teufel und andere Vertreter der Außerparlamentarischen Opposition seine Gäste in London waren. Mit seinen 1979 veröffentlichten Liebesgedichten fand er ein breiteres Publikum.

## Leben
Erich Fried wuchs in Wien als einziges Kind einer jüdischen Familie auf. Sein Vater Hugo war Spediteur und seine Mutter Nellie Grafikerin. Bereits als Fünfjähriger trat er mit einer Kinderschauspielgruppe auf verschiedenen Bühnen Wiens auf. Fried besuchte das Gymnasium Wasagasse im Alsergrund. Bald nach dem „Anschluss“ Österreichs an NS-Deutschland starb Frieds Vater im Mai 1938 an den Folgen der Folter bei einem Verhör durch die Gestapo. Daraufhin emigrierte Erich Fried über Belgien nach London, wo er bis zu seinem Tod wohnte. Er gründete dort die Selbsthilfegruppe Emigrantenjugend, der es gelang, viele Gefährdete, darunter auch seine Mutter, nach England zu bringen. In London gehörte er dem Freien Deutschen Kulturbund, der Jugendorganisation Young Austria und dem Kommunistischen Jugendverband Österreichs an, aus dem er 1943 wegen zunehmender stalinistischer Tendenzen wieder austrat. Während des Kriegs bestritt er sein Leben mit Gelegenheitsarbeiten als Bibliothekar, Molkerei- und Fabrikarbeiter. 
Nach 1945 wurde er Mitarbeiter neu gegründeter Zeitschriften und arbeitete von 1951 bis Ende Januar 1968 als politischer Kommentator für den German Service der BBC. Als Redakteur im sogenannten Ostzonenprogramms, später in Programm für Ostdeutschland umbenannt, war seine politische Botschaft einerseits der Antistalinismus, andererseits die Bekämpfung der Zeitgeistströmung des Kalten Krieges. Dabei offenbarte er eine kritische Haltung zur DDR, griff offen die Vertreibung des Philosophen Ernst Bloch durch die SED an und verteidigte die kritische Position Robert Havemanns, was dazu führte, dass Fried bis Ende der 1980er Jahre dort Einreise- und Auftrittsverbote bekam. 1944 veröffentlichte er seinen ersten Gedichtband, die antifaschistische Lyriksammlung Deutschland, im Exilverlag des österreichischen PEN-Clubs. Von 1947 bildete Fried um Franz Baermann Steiner bis zu dessen Tod 1952 zusammen mit H. G. Adler, Hans Eichner, Hans Werner Cohn und Tuvia Rübner die Londoner Gruppe 47 deutschsprachiger Dichter im Exil. 1949 wurde er britischer Staatsbürger. Im Winter 1950 lernte er die österreichische Schriftstellerin Ingeborg Bachmann kennen, als diese einige Wochen in London bei Ilse Aichingers Zwillingsschwester Helga wohnte. 1962 besuchte Erich Fried erstmals nach seiner Flucht wieder offiziell Wien und wurde 1963 Mitglied der Gruppe 47. 1982 nahm er zusätzlich zur britischen wieder die österreichische Staatsangehörigkeit an. 
Aufgrund der Anerkennung und des großen Erfolgs insbesondere in der Bundesrepublik Deutschland gab Fried seine Arbeit bei der BBC 1968 auf und lebte bis zu seinem Lebensende als freier Schriftsteller. Auf ausgedehnten Auslandsreisen trug er seine Gedichte auf großen politischen Veranstaltungen vor, häufig im Rahmen der 68er-Bewegung. Seine politische Lyrik beeindruckte und war umstritten. Zum einen war er der geehrte Dichter, der 1977 einen Lehrauftrag an der Universität Gießen erhielt, zum anderen der scharfe öffentliche Kritiker politischer Zustände, der wegen seiner Aussagen verklagt wurde. Der West-Berliner Polizeipräsident Klaus Hübner zeigte Fried wegen Beleidigung an, weil dieser in seinem Leserbrief im Spiegel vom 7. Februar 1972 die Erschießung Georg von Rauchs durch einen Polizeibeamten „Vorbeugemord“ genannt hatte. Vor dem Amtsgericht Hamburg, bei dem Heinrich Böll als Gutachter aussagte, wurde Fried am 24. Januar 1974 freigesprochen. Auch geriet er in die Kritik, weil er sich in den 1970er Jahren nicht an der „Sympathisanten-Hetze“ gegen Personen im vermuteten Umfeld der Baader-Meinhof-Gruppe beteiligte. Frieds Gedichtbände fanden auch in den 1970er Jahren ein breites Publikum. Sie begleiteten die Entwicklung linker, alternativer Bewegungen in der BRD, teilweise durchaus kritisch. Er unterstützte die Friedensbewegung und begrüßte die Perestroika Gorbatschows.
Nach 1979 und seinem sehr erfolgreichen Lyrikband Liebesgedichte veröffentlichte Fried weitere Gedichtbände über Liebe, Leben, Hoffnungen und Tod, mit Gedichten wie beispielsweise Was es ist oder Als ich mich nach dir verzehrte. Ende 1984 besuchte er auf eigenen Wunsch Michael Kühnen, den Führer der „Aktionsfront Nationaler Sozialisten“, im Gefängnis, weil er dessen Auffassungen nicht teilte und ihn eines Besseren belehren wollte. Der nachgelassene Briefwechsel zeigt, wie Fried mit seinem Bemühen scheiterte.

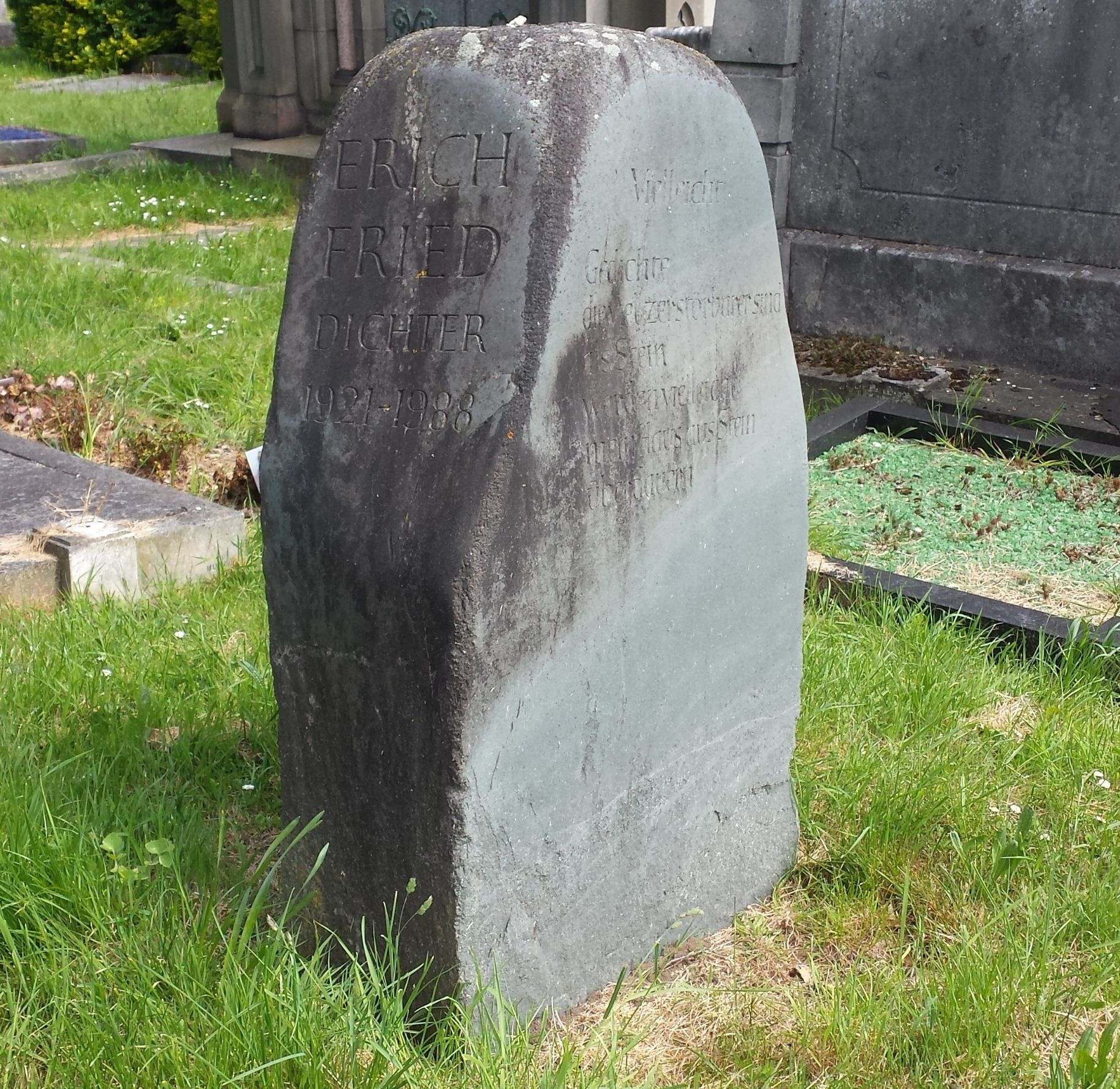
Grab Erich Frieds auf dem Kensal Green Cemetery

Erich Fried starb am 22. November 1988 in Baden-Baden an einem Darmkarzinom. Das Grab befindet sich auf dem Londoner Friedhof Kensal Green. Frieds Nachlass wird im Literaturarchiv der Österreichischen Nationalbibliothek aufbewahrt.

### Privates
1944 heiratete er Maria Marburg kurz vor der Geburt seines Sohnes Hans. 1946 trennte er sich von ihr; die Scheidung erfolgte 1952. Im selben Jahr heiratete er Nan Spence-Eichner, mit der er zwei Kinder, Sohn David (* 1958) und Tochter Katherine (* 1961), hatte. Nan verließ Erich Fried 1962; die Ehe wurde 1965 geschieden. Im Sommer 1965 heiratete er Catherine Boswell. Es kamen im Herbst des gleichen Jahres ihre gemeinsame Tochter Petra zur Welt, 1969 die Zwillinge Tom und Klaus. Letzterer ist als Regisseur und Produzent tätig und unterrichtet am London College of Communication. Am 22. November 1988 starb Erich Fried im Alter von 67 Jahren in Baden-Baden.

## Auszeichnungen
- 1972: Österreichischer Würdigungspreis für Literatur
- 1977: Internationaler Verlegerpreis der Sieben (Prix International des Editeurs)
- 1980: Literaturpreis der Stadt Wien
- 1983: Literaturpreis der Stadt Bremen
- 1985: Goldenes Ehrenzeichen für Verdienste um das Land Wien
- 1986: Österreichischer Staatspreis für Verdienste um die österreichische Kultur im Ausland
- 1986: Carl-von-Ossietzky-Medaille der Internationalen Liga für Menschenrechte
- 1987 Goldener Schlüssel der Stadt Smederevo (Jugoslawien)
- 1987: Georg-Büchner-Preis
- 1988: Ehrendoktorwürde der Universität Osnabrück (Fachbereich Sprach- und Literaturwissenschaft)

## Wirkung
1989 wurde in Wien die Internationale Erich Fried Gesellschaft für Literatur und Sprache gegründet, welche seit 1990 den Erich-Fried-Preis verleiht, der hochdotiert vom österreichischen Bundeskanzleramt gestiftet wird.
Anlässlich seines 20. Todestages fanden zahlreiche Gedenkveranstaltungen statt, an denen auch Catherine Boswell Fried mit einer Lesung aus ihrem 2008 erschienenen Buch über die gemeinsamen Jahre in London beteiligt war, so in Wien, Berlin, Freiburg, Aachen, Recklinghausen, Bad Boll und London. Im Jahr 2013 wurde in Wien-Donaustadt (22. Bezirk) der Erich-Fried-Weg nach ihm benannt. Nach ihm wurden die Gesamtschulen in Herne und in Ronsdorf sowie das Realgymnasium in Wien benannt. 
Seine Erzählung Der große Tag von Linz, publiziert erst 1986 in Mitunter sogar Lachen, wurde während der Waldheim-Affäre zu einem wichtigen Zeitdokument, das die späte kritische Auseinandersetzung mit der Zeit des Nationalsozialismus in Österreich förderte. In dieser Erzählung erinnert sich Fried an den 12. März 1938 und die Live-Radioübertragung von Hitlers Triumphzug von Passau nach Linz, die er, zutiefst schockiert, mit seinem Vater in deren Wiener Wohnung wie gelähmt verfolgte. Sie existiert heute als Hörspiel und wird bei passenden Anlässen als Zeitdokument im Radio oft wiederholt.
Seine Werke wurden weltweit übersetzt, nicht nur ins Englische, Französische, Bulgarische und Russische, sondern auch ins Chinesische und Vietnamesische. Es existiert zudem eine Übertragung ins Plattdeutsche.

## Werke

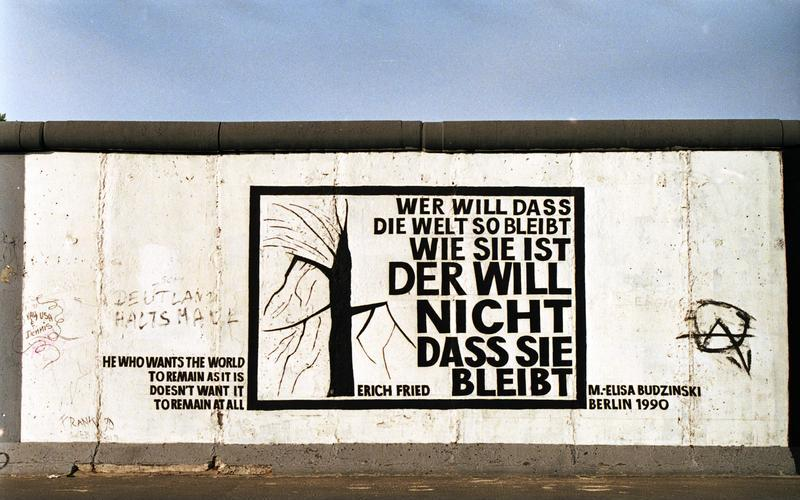
(Paradoxon) Fried-Zitat auf einem Rest der Berliner Mauer (1991)

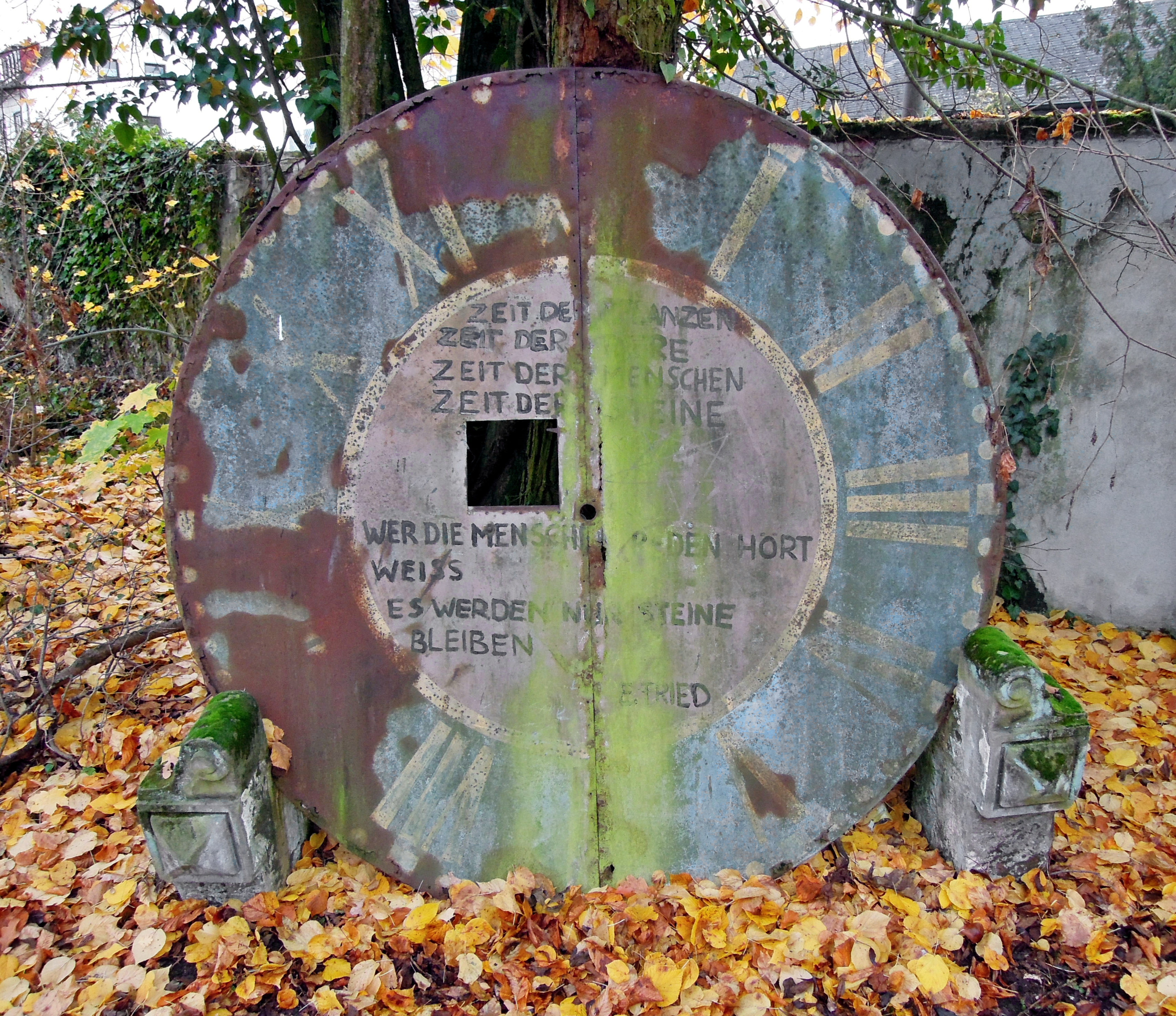
Zifferblatt der alten evangelischen Kirche von Saarlouis auf dem Jüdischen Friedhof. Darauf steht das Gedicht „Zeit der Pflanzen“ von Erich Fried (2011)

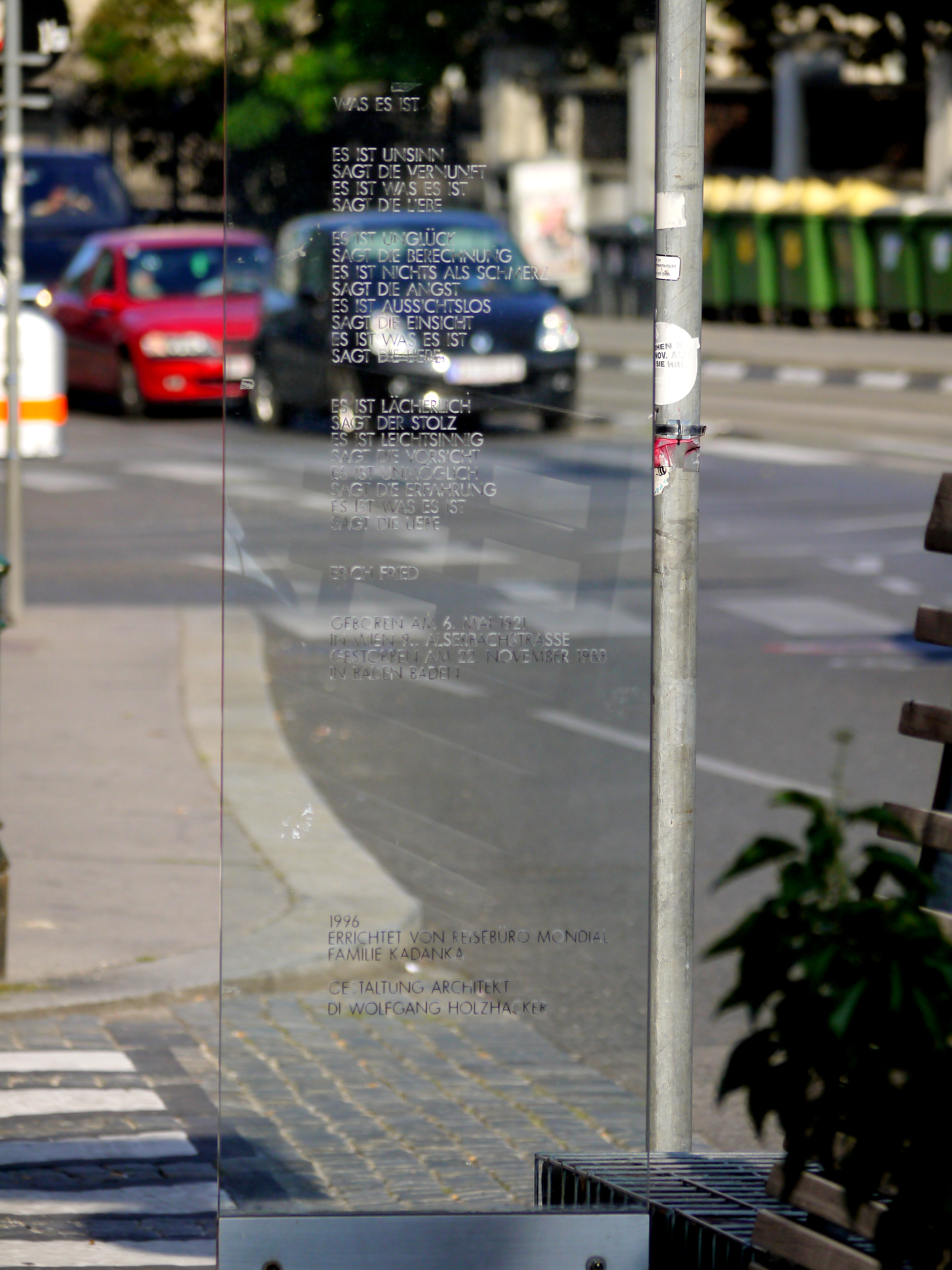
Erich-Fried-Gedenkstele in der Alser Straße in Wien (2013)

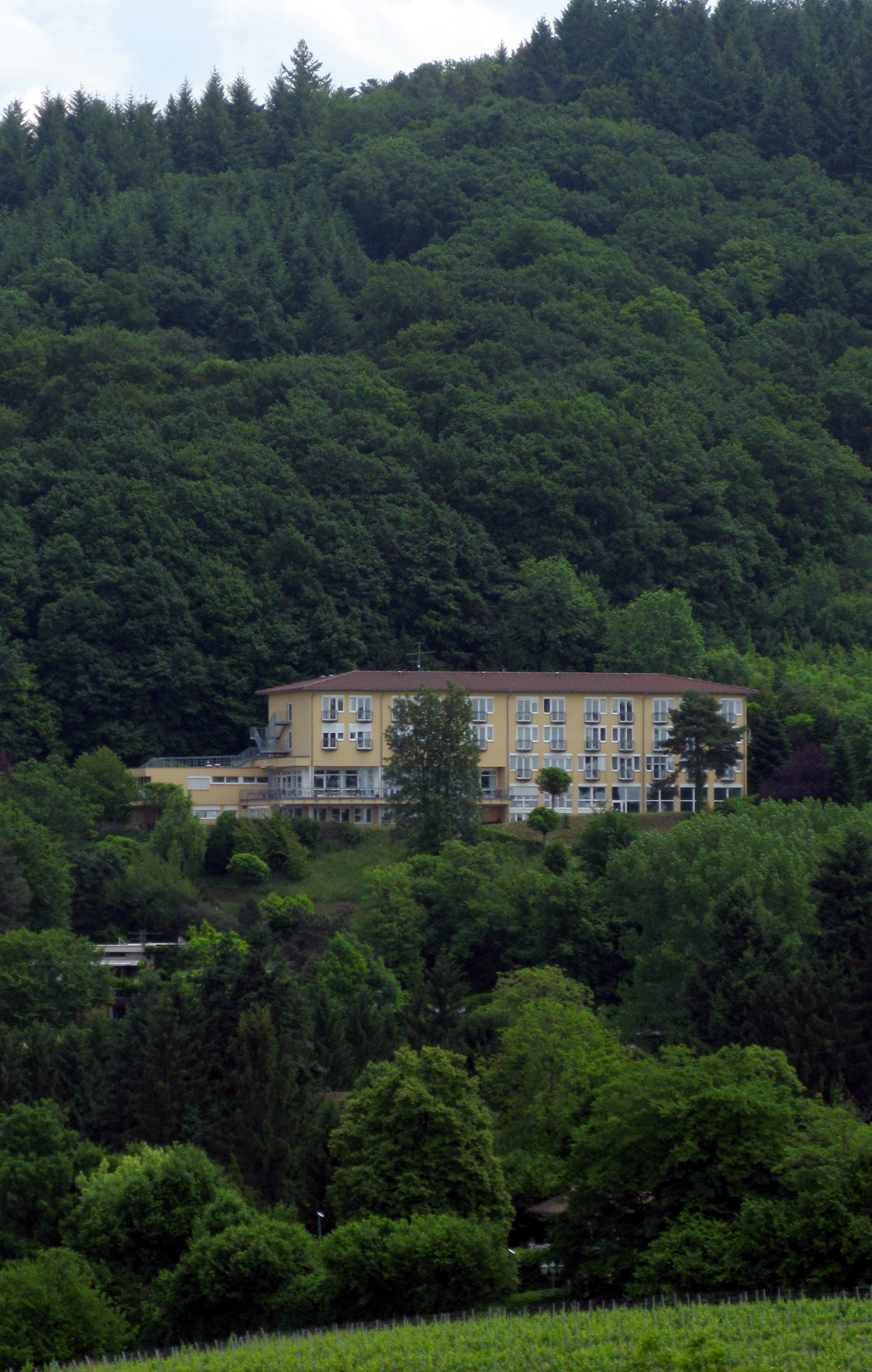
aczepta Sozialbetriebe GmbH, Haus Erich Fried in Staufen im Breisgau (2015)

- Blutiger Freitag, 1929 (als Neunjähriger gegen den Polizeieinsatz beim Wiener Justizpalastbrand/Julirevolte).
- Judas Weg, ca. 1943 (Gedicht aus dem Nachlass: Jesus von Nazareth als Antipode zur Moses-Figur).
- Deutschland, 1944.
- Österreich, 1945.
- Drei Gebete aus London, Gedicht, 1945.
- Nacht in London, Gedicht, 1946.
- Gedichte, 1958.
- Ein Soldat und ein Mädchen, Roman[18], 1946/1960.[19]
- Izanagi und Izanami, Hörspiel, 1960.
- Die Expedition, 1962.
- Reich der Steine, 1963.
- Warngedichte, 1964.
- Überlegungen, 1964.
- Kinder und Narren. Novellen, 1965.
- und Vietnam und, 1966.
- Indizienbeweise, Hörspiel, 1966.
- Anfechtungen, 1967.
- Zeitfragen, 1968.
- Befreiung von der Flucht, 1968.
- Die Beine der größeren Lügen, 1969.
- Unter Nebenfeinden, 1970.
- Die Freiheit den Mund aufzumachen, 1972.
- Neue Naturdichtung, 1972.
- Höre, Israel! Gedichte gegen das Unrecht. Gedichte und Fußnoten, 1974.
- Gegengift, 1974.
- Fast alles Mögliche. Wahre Geschichten und gültige Lügen, 1975.
- Die bunten Getüme, 1977.
- So kam ich unter die Deutschen, 1977.
- Die Anfrage, 1977.
- 100 Gedichte ohne Vaterland, 1978.
- Liebesgedichte, 1979.
- Lebensschatten, 1981.
- Zur Zeit und zur Unzeit, 1981.
- Das Nahe suchen, 1982.
- Das Unmaß der Dinge, 1982 (Prosa).
- Es ist was es ist, 1983.
- Angst und Trost. Erzählungen und Gedichte über Juden und Nazis, 1983.
- Beunruhigungen, 1984.
- ...und alle seine Mörder.... Ein Schauspiel, 1984.
- Um Klarheit, 1985.
- Von Bis nach Seit, 1985.
- Mitunter sogar Lachen. Erinnerungen, 1986.
- Am Rand unserer Lebenszeit, 1987.
- Unverwundenes, 1988.
- Einbruch der Wirklichkeit. Verstreute Gedichte 1927–1988, 1991.

Ausgaben
- Gesammelte Werke in vier Bänden. Berlin 1993.
- Anfragen und Nachreden, Politische Texte. Wagenbach Verlag, Berlin 1994, ISBN 3-8031-2231-7.
- Die Muse hat Kanten. Aufsätze und Reden zur Literatur. Wagenbach Verlag, Berlin 1995, ISBN 3-8031-2246-5.
- Höre Israel. Gedichte und Fußnoten, Gedichte gegen das Unrecht. Melzer-Verlag, Neu-Isenburg 2010, ISBN 978-3-942472-01-2.
- Freiheit herrscht nicht. Gespräche und Interviews. Wagenbach, Berlin 2021, ISBN 978-3-8031-2839-3.

## Hörspiele
Als Autor:
- 1960: Izanagi und Izanami – Regie: Egon Monk (NDR)
  - Sprecher u. a.: Sebastian Fischer, Solveig Thomas und Armas Sten Fühler
- 1962: Die Expedition – Regie: Fritz Schröder-Jahn (NDR)
  - Sprecher u. a.: Wolfgang Wahl, Maria Körber und Gerd Baltus
- 1966: Indizienbeweise – Regie: Fritz Schröder-Jahn (NDR)
  - Sprecher u. a.: Eva Katharina Schultz, Uwe Friedrichsen und Max Eckard
- 1967: Izanagi und Izanami – Regie: Erwin Zbonek (ORF)
  - Sprecher: Nicht angegeben
- 1980: Welch Licht scheint dort? Weihnachtsszenen aus den Yorker Mysterien – Regie: Urs Helmensdorfer (DRS)
  - Sprecher: Nicht angegeben

Als Bearbeiter (Wort) und/oder Übersetzer:
- 1954: Dylan Thomas: Unter dem Milchwald – Regie: Fritz Schröder-Jahn (Bearbeiter/Übersetzer)
- 1956: Dylan Thomas: Die Rückreise – Regie: Gert Westphal (Übersetzer)
- 1957: Dylan Thomas: Rückreise – Regie: Hermann Brix (Übersetzer)
- 1958: Dylan Thomas: Die Rückreise – Regie: Fritz Schröder-Jahn (Bearbeiter/Übersetzer)
- 1958: Dylan Thomas: Erinnerung an einen Feiertag – Regie: Fritz Schröder-Jahn (Übersetzer)
- 1958: John Millington Synge: Kesselflickers Hochzeit – Regie: Kurt Reiss (Bearbeiter/Übersetzer)
- 1959: Dylan Thomas: Der Doktor und die Teufel (2 Teile) – Regie: Fritz Schröder-Jahn (Übersetzer)
- 1960: Richard Wright: Mädchen für alles – Regie: Gustav Burmester (Übersetzer)
- 1960: Thomas Stearns Eliot: Ein verdienter Staatsmann – Regie: Oscar Fritz Schuh (Übersetzer)
- 1960: Dylan Thomas: Richtige Weihnachten – Regie: Fritz Schröder-Jahn (Bearbeiter/Übersetzer)
- 1961: Laurie Lee: Requiem für einen großen Kapitän – Regie: Joachim Hoene (Übersetzer)
- 1961: Thomas Stearns Eliot: Ein verdienter Staatsmann – Bearbeitung und Regie: Hans Conrad Fischer (Übersetzer)
- 1961: Thomas Stearns Eliot: Ein verdienter Staatsmann – Regie: Wolfgang Spier (Übersetzer)
- 1962: Richard Hughes: Gefahr – Regie: Fritz Schröder-Jahn (Übersetzer)
- 1962: Johann Nestroy: Der gutmütige Teufel oder: Die Geschichte vom Bauern und der Bäuerin – Regie: John Olden (Bearbeiter)
- 1963: Dylan Thomas: Die Funkerzählung: Die Nachgänger – Regie: Cläre Schimmel (Übersetzer)
- 1965: Dylan Thomas: Weihnachtserinnerungen – Bearbeitung und Regie: Oswald Döpke (Übersetzer)
- 1968: Barry Bermange: Hörspiel in der Diskussion: Oldenberg – Regie: Donald McWhinnie (Übersetzer)
- 1969: Dylan Thomas: Unter dem Milchwald. Ein Spiel für Stimmen – Regie: Raoul Wolfgang Schnell (Übersetzer)
- 1969: Gaston Bart-Williams: Uhuru – Regie: Hein Bruehl (Übersetzer)
- 1970: Dylan Thomas: Rückreise – Regie: Robert Bichler (Übersetzer)
- 1970: Barry Bermange: Oldenberg – Regie: Werner Grunow (Übersetzer)
- 1974: Barry Bermange: Knochen – Regie: Heinz Dieter Köhler (Übersetzer)
- 1976: Barry Bermange: Fürsorge – Regie: Friedhelm Ortmann (Übersetzer)
- 1978: Dylan Thomas: Rückreise – Regie: Willi Schmidt (Übersetzer)
- 1980: Richard Farber: Die Höhle. Ein Autodrama für den Funk – Regie: Richard Farber (Übersetzer)
- 1986: Richard Hughes: Gefahr – Regie: Bärbel Jarchow-Frey (Übersetzer)
- 1989: Shakespeare. 27 Stücke von William Shakespeare (Übersetzer)
- 1990: Dylan Thomas: Unter dem Milchwald – Regie: Fritz Göhler (Übersetzer)
- 1992: Dylan Thomas: Weihnachtsgespräch – Regie: Raoul Wolfgang Schnell (Übersetzer)
- 1992: Dylan Thomas: Weihnachtsgespräch – Bearbeitung und Regie: Joachim Staritz (Übersetzer)
- 2003: Dylan Thomas: Unter dem Milchwald – Bearbeitung und Regie: Götz Fritsch (Übersetzer)

## Vertonungen
- Reinhard Fehling (1993): „FriedFarben“ – ein Liederzyklus für Instrumente, Solostimmen und Vokalensemble. (enthält u. a.: Was es ist, Die Maßnahmen, Du liebe Zeit), CD erhältlich beim Komponisten.
- Paul Kalkbrenner (2001): Vertonung von Krank auf dem Album „Superimpose“
- 2007 vertonte der deutsche Polit-Rapper Chaoze One das Gedicht Fall ins Wort auf seinem Album Fame.
- Umstritten ist die Vertonung des Gedichtes Was es ist durch die Band „MIA.“
- Friedemann Holst-Solbach (2010): Leid unverstanden. (Vertonte Gedichte von Erich Fried, Carl Albert Lange und Ingeborg Drews, für mittlere Stimme und mittelschwere Gitarrenbegleitung, mit CD – enthält u. a.: Rückzug; Die Türe; Herbst; Die Fragen und die Antworten; Höre, Israel; Fortschritt; Berufswahl – ISMN 9-790-50075-012-3)
- Günther Wiesemann: "Was ist Leben/Zündtemperatur" nach Erich Fried-Gedichten (1985), für Mezzosopran, Gitarre, Fagott, Cembalo und Klavier (Uraufführung 1985 in Wuppertal). Livezusammenarbeit als Pianist gemeinsam mit dem Trompeter Dietmar Hippler mit Erich Fried von 1981 bis 1986.
- Der Komponist und Musiker Jochen Micha hat in den letzten zehn Jahren etliche Gedichte von Erich Fried für Gesang, Klavier, Kontrabass und Gitarre vertont. Regelmäßig werden von ihm und seiner Pianistin Ziva Melisa Erich-Fried-Abende veranstaltet. Das Duo Metronomicha hat eine CD (EAN 4 260069 346235) mit dem Titel "Erich Fried – nicht nur Liebesgedichte" mit 15 Vertonungen veröffentlicht.[20]
- Beate Himmelstoss und Jürgen Jung sprechen: Höre Israel, Gedichte und Fußnoten, gegenüber der Buchausgabe leicht gekürzt, neu geordnet und mit zusätzlichen Anmerkungen versehen, Musik Baher al-Regeb (Qanoun) und Ghidian Qaimari (Oud), 2 CD mit Booklet, 2010, ISBN 978-3-9813189-9-9.
- Martin Christoph Redel: "WAS ES IST. Lyrisches Traumbuch für Bariton und Klavier op. 54 (2001). Uraufführung am 13. Mai 2003 Wien. Thomas Quasthoff, Bariton; Justus Zeyen, Klavier. Verlag Edition Gravis, Brühl/Berlin 2005. ISMN M-2057-0682-1
- h. c. mylla: "... und alle seine Mörder", Singspiel in zwei Aufzügen, Uraufführung am 19. Jänner 1995 in München
- Martin Bärenz: „Haiku“ – Fünf Lieder nach Gedichten von Erich Fried für Sopran und Klavier (Trennung, Haiku, Herbst, Die guten Gärtner, Ohne Dich) UA in Heidelberg 2004. Eigenverlag

## Filme
- 1986: Erich Fried – Der Dichter in seinem Widerspruch (Film von Christian Feyerabend und Gerhard Lampe, WDR)
- 1986: Gespräche mit Erich Fried (Film von Joern Schlund und Gottfried Kühnel)
- 1988: Exiles: Erich Fried, Austrian Poet (London, BBC TV)
- 1988: Die ganze Welt soll bleiben. Erich Fried / Ein Porträt
- 1995: Was bleibt … Eine Erinnerung an Erich Fried (Ein Film von Roland Steiner)
- 2021: Wir sind ein Ton aus Tun. Zum 100. Geburtstag von Erich Fried (TV-Doku von Danielle Proskar)
- 2025: Friendly Fire. Dokumentarfilm von Klaus Fried und Julia Albrecht